# Wykieńska
Wykieńska – wzniesienie o wysokości 401 m n.p.m., położone w Górach Świętokrzyskich na Wzgórzach Tumlińskich, 
Wykieńska zbudowana jest z czerwonych piaskowców triasowych. Poprzednio nosiła nazwę Góra Łajscowa.
Na północnym zboczu góry usytuowana była skocznia narciarska o punkcie konstrukcyjnym K45 działająca w latach 1956-1970. Także na północnym stoku, bardziej na zachód znajduje się kamieniołom Wykień.

Przez górę przebiega  Główny Szlak Świętokrzyski im. Edmunda Massalskiego z Gołoszyc do Kuźniaków. 